# 蘇我堅鹽媛
蘇我堅鹽媛 （そが の きたしひめ、?—?），日本飛鳥時代皇妃，欽明天皇之妃，蘇我稲目之女，子用明天皇、推古天皇。
蘇我堅鹽媛和妹妹蘇我小姊君都是欽明天皇之妃，另一个妹妹蘇我石寸名嫁给了儿子用明天皇为嬪。弟弟蘇我馬子、境部摩理勢。
蘇我堅鹽媛嫁给欽明天皇，生下子女磐隈皇女（伊勢斋宮）、額田部皇女（推古天皇）、大宅皇女、大伴皇女、肩野皇女、舎人皇女、橘豐日皇子（用明天皇）、臘嘴鳥皇子、椀子皇子、石上部皇子、山背皇子、樱井皇子。蘇我堅鹽媛去世后，推古天皇二十年（612年）二月，和欽明天皇合葬檜隈大陵，尊称皇太夫人，蘇我馬子主導大兴安葬仪式，阿倍鳥代表天皇之命作誄，諸皇子作誄，中臣烏摩侶代表大臣作誄，境部摩理勢代表氏姓作誄。以显示蘇我氏的权威。
其子樱井皇子的女儿吉備姬王嫁给茅渟王，生下皇極天皇和孝德天皇。